# Mansion on the hill (Neil Young)
Mansion on the hill is een lied dat werd geschreven door Neil Young. Samen met Crazy Horse bracht hij het in 1990 uit op een single met Don't spook the horse op de B-kant. De cd-versie bestaat uit drie nummers en kende zowel de single- als de albumversie; de albumversie duurt het langst. Daarnaast verscheen het dat jaar op hun album Ragged glory.
Het lied werd begeleid door een videoclip, waarop Young aan het begin ontwaakt op een operatietafel terwijl de verpleegster net heeft uitgesproken dat de familie ingelicht kan worden. Een groot deel van de videoclip is hij tijdens een optreden te zien als voorman van zij begeleidingsband Crazy Horse. Het slot van de clip speelt zich af in een kerk met een koor op de achtergrond. In de tekst wil de zanger van de weg met tranen afraken, waarbij zijn problemen niet worden beschreven.
In tegenstelling tot het album kende de single geen notering in de Amerikaanse, noch de Europese hitlijsten.